# 日本热带医学与卫生杂志
日本热带医学与卫生杂志（Japanese Journal of Tropical Medicine and Hygiene）为日本医学期刊。其创办于1973年，2004年更名为热带医学与健康（Tropical Medicine and Health）。最初，其内容为日文，先已改为英文。其为日本热带医学学会的官方杂志。

## 扩展阅读
- 官方网站